# 松平輝延
松平 輝延（まつだいら てるのぶ）は、江戸時代中期から後期の上野国高崎藩主、寺社奉行、大坂城代、老中。高崎藩大河内松平家6代。高崎藩第3代藩主松平輝高の三男。

## 略歴
- 安永4年（1775年）閏12月15日、江戸に生まれる。
- 天明8年（1788年）11月10日、兄輝和の継嗣となる。
- 寛政12年（1800年）11月12日、家督を継いで高崎藩主となる。
- 享和元年（1801年）6月27日、奏者番となる。
- 享和2年（1802年）4月28日、寺社奉行となる。
- 文化12年（1815年）4月29日、従四位下となり、大坂城代に任ぜられる。
- 文政5年（1822年）藩財政の悪化により、病気という理由で大坂城代辞任。溜間詰次席となる。
- 文政6年（1823年）11月13日、老中となる。12月15日、侍従となる。
- 文政8年（1825年）2月17日、卒。

## 系譜
父母
- 松平輝高（実父）
- 大川氏（実母） - 側室
- 松平輝和（養父）

正室、継室
- 琴（正室） - 松平信明の養女、松平信譲の娘
- 幸子（継室） - 南部利正の娘

側室
- 中井氏
- 田中氏
- 古川氏
- 安間氏
- 根本氏

子女
- 松平輝茂（長男） 生母は琴
- 松平輝実（次男） 生母は田中氏
- 松平輝承（三男） 生母は古川氏
- 総子 - 朽木綱條正室、生母は安間氏
- 雅子 - 南部利済正室、南部利敬の養女、生母は幸子
- 盈子 - 酒井忠義正室、のち松平宗秀継々室、生母は中井氏

ほか
養子女
- 松平輝健 - 松平輝和の長男
- 庸 - 前田利幹正室、松平定信の娘